# Unitary Taxation
Unitary Taxation (UT) bzw. Gesamtkonzernbesteuerung ist eine Alternative zum heute international üblichen Verfahren zur Besteuerung von multinationalen Unternehmen. In der EU-Kommission wird UT als Gemeinsame konsolidierte Körperschaftssteuerbemessungsgrundlage (GKKB) bezeichnet. Andere übliche Begriffe in der Fachliteratur sind Formelaufteilung (englisch Formulary Apportionment) und Country-by-Country-Reporting (CbCR).
Die Einführung der Unitary Taxation wird seit längerem in der OECD und der EU diskutiert, wird im Ergebnis aber bislang von den meisten Staaten abgelehnt. Die USA und Kanada benutzen das Verfahren der Unitary Taxation seit Jahrzehnten, um intern die Steuererhebung zwischen den Bundesstaaten abzustimmen. Einige Nichtregierungsorganisationen wie das Tax Justice Network, Attac und WEED sehen in der Unitary Taxation eine Möglichkeit, die massive Steuervermeidung von multinationalen Konzernen zu verhindern und Entwicklungsländern überhaupt erst eine Erhebung von relevanten Unternehmenssteuern zu ermöglichen.

## Verfahren
Die Unitary Taxation ist eine Form der Besteuerung multinationaler Konzerne in drei Schritten. Zunächst wird ein Konzern als eine Einheit betrachtet, für die ein Gesamtgewinn ermittelt wird. Der Konzern muss sämtliche Aktivitäten all seiner Tochterfirmen nach Ländern getrennt offenlegen. Man spricht dabei auch von Country-by-Country-Reporting (CbCR). Dafür muss der Konzern in seinem Unternehmensbericht Eckdaten für alle Staaten ausweisen, in denen er selbst sowie sämtliche Tochterfirmen tätig sind oder in die er Waren verkauft. Diese Eckdaten beinhalten mindestens die Vermögenswerte, die Lohnsumme, die Zahl der Vollzeitarbeitsplätze und die Umsätze in dem jeweiligen Staat. Um das E-Commerce zu berücksichtigen, werden die Umsätze immer dem Standort des Käufers zugeordnet. Für einige Branchen werden Sonderregeln vorgesehen. So werden Transportmittel wie Schiffe oder LKW sinnvollerweise anteilmäßig den Standorten zugerechnet, zwischen denen sie verkehren.
Im zweiten Schritt wird mit Hilfe einer Formel der Gewinn des Konzerns nach diesen realen Aktivitäten den einzelnen Ländern zugeordnet. Deswegen spricht man auch von Formelaufteilung (Formulary Apportionment). Im einfachsten Fall kann das so geschehen, dass zum Beispiel ein Drittel des Gewinns aufgrund der Vermögenswerte (ohne geistiges Eigentum), ein Drittel aufgrund des Faktors Arbeit (je zur Hälfte nach der Lohnsumme und der Mitarbeiterzahl) und ein Drittel aufgrund der Umsätze dem Land zugeordnet werden.
Im dritten Schritt wird dann der auf diese Weise dem jeweiligen Land zugeordnete Gewinn mit dem nationalen Steuersatz belastet.

## Vorteile
Bei den heute international praktizierten Steuerverfahren wird so vorgegangen, dass die Gewinne der einzelnen Betriebsstätten einzeln berechnet werden und dann national besteuert werden. Diese Methode hat in den letzten Jahren zu immer mehr Steuervermeidung durch multinationale Konzerne geführt, in dem diese ihre Gewinne durch eine Vielzahl von Methoden in Steueroasen transferieren. Die üblichen Verfahren zur Gewinnverschiebung sind manipulierte Verrechnungspreise bei Geschäften zwischen Konzerntöchtern, Kreditfinanzierung mit der Folge hoher Zinszahlungen in die Steueroasen, Zahlung von Lizenzgebühren, Patentgebühren, Abschluss von Versicherungen, Derivatgeschäfte usw.
Im Unterschied dazu soll die Unitary Taxation die Gewinne dort ausweisen, wo die realen Aktivitäten der multinationalen Unternehmen stattfinden, also wo produziert, geforscht und verkauft wird. Auf diese Weise ist es egal, in welchem Land die Gewinne vom Konzern ausgewiesen werden, welche internen Verrechnungspreise der Konzern benutzt, wie viel Zinsen oder Lizenzgebühren von einem Land in das andere überwiesen werden, wo das Unternehmen investiert usw. Insbesondere das Ausweisen von Gewinnen in Steueroasen, in denen die Unternehmen sonst nicht wirtschaftlich tätig sind, hätte keine Vorteile mehr.
Auch Entwicklungsländer, die kaum die Ressourcen haben, eine effiziente Steuerverwaltung aufzubauen, könnten auf diese Weise auf die gleichen Informationen zugreifen wie reiche Industriestaaten. Es braucht dabei nicht zwingend eine Abstimmung der Formel erfolgen. Jedes Land kann auch seine eigene Formel anwenden (siehe dazu unten die Situation in den USA). Langfristig wäre aber eine Abstimmung der Staaten anzustreben. Auftretende Besteuerungskonflikte müssten wie bisher in Doppelbesteuerungsabkommen gelöst werden.
Die Unitary Taxation könnte nach Meinung von einigen Steuerexperten einseitig von der EU oder einer anderen Gruppe von Staaten eingeführt werden. Diese Gruppe müsste so relevant sein, dass die Konzerne in der Regel nicht darauf verzichten würden, dort Geschäfte zu machen und daher bereit sind, die internationale Bilanz nach den Regeln der Unitary Taxation vorzulegen. Es würde zum Beispiel ausreichen, wenn die EU die Unternehmen, die in ihrem Bereich tätig sein wollen, verpflichtet, eine entsprechende Bilanz vorzulegen. Dann könnte sofort jeder Staat der EU die veröffentlichten Daten zur Grundlage der Steuererhebung machen. Und es wäre auch für kleine Entwicklungsländer kein Problem, Unternehmen, die keine solche Bilanz vorlegen, von nationalen Geschäften auszuschließen. Denn es gäbe immer genug andere Unternehmen, die eine Zulassung zur EU besitzen.

## Geschichte

### USA und Kanada
In mehreren Bundesstaaten der USA sowie in Kanada wird die Unitary Taxation seit Jahrzehnten angewandt. In den USA wurde diese Form der Steuererhebung schon Ende des 19. Jahrhunderts eingeführt. Es ging den Entscheidern darum, Konzerne davon abzuhalten, über Nachbar-Bundesstaaten Gewinne zu verschleiern. Vor allem die Filmindustrie Hollywoods hatte begonnen, nach günstigeren Nachbarstaaten Ausschau zu halten.
Die Zuordnung der Gewinne zu den Bundesstaaten funktioniert erfolgreich, allerdings endet die Berichterstattungspflicht an den Grenzen der USA (water’s edge). Diese Begrenzung wurde vorgenommen, weil andere Staaten die Behandlung der Konzerne als Einheit skeptisch sahen und Druck auf die USA ausübten. In den USA werden von den Bundesstaaten unterschiedliche Formeln für die Zuordnung der Gewinnen angewandt. Oft wird statt der Drittel-Formel die 25:25:50-Formel (Investitionen,: Arbeit: Umsatz) verwandt, die den Verkaufsumsatz doppelt bewertet.

### OECD
Innerhalb der Gremien der OECD gab es schon mehrfach Diskussionen über die Unitary Taxation, die bislang aber politisch keine Folgen hatten. Stattdessen wurde auf das Konzept des Fremdvergleichs- oder Armlängenprinzips (engl.: Arm’s-Length-Principle – ALP) gesetzt. Dabei wird versucht, einheitliche Verrechnungspreise für Güter festzusetzen. In der Praxis weist das ALP jedoch große Probleme auf und ermöglicht leicht Manipulationen. Zum Beispiel ist der Wert eines Computers schwer festzulegen. Der Verrechnungspreis eines iBook von Apple liegt beim Dreifachen eines viel günstigeren Asus-Laptop, die beide anscheinend gleiche Funktionen haben. Noch schwieriger ist die Feststellung von Verrechnungspreisen bei immateriellen Gütern wie Computerprogrammen, Fernsehfilmen usw. Hinzu kommt, dass es für Steuerverwaltungen aufgrund von Personalrestriktionen und der Komplexität der Materie schwierig ist, Verrechnungspreise angemessen zu prüfen. Das gilt umso mehr für Entwicklungsländer mit begrenzten Ressourcen.

### Europäische Union
In der EU wird die Unitary Taxation bereits seit 2001 diskutiert. 2011 wurde von der Europäischen Kommission ein erster Richtlinienentwurf unter dem Namen Gemeinsame konsolidierte Körperschaftssteuerbemessungsgrundlage (GKKB) vorgelegt. Er bezieht allerdings nur die Unternehmen und ihre Gewinne innerhalb der EU ein – ähnlich wie das die Unitary Taxation in den USA tut. Er schlägt aber darüber hinausgehend eine einheitliche Formel für die Aufteilung der Gewinne in der EU vor. Während der Kommissionsentwurf die Drittel-Formel präferierte, hat das Europäische Parlament 2012 bei der Zustimmung zu der Richtlinie die 45:45:10-Formel (Investitionen:Arbeit:Umsatz) in den Entwurf geschrieben.
Der GKKB-Richtlinienentwurf der EU ist vor allem als ein Steuervereinfachungsmodell gedacht. Es fehlen deshalb einige wesentliche Aspekte der Unitary Taxation und damit die entscheidenden Vorteile: Einmal soll es für die Konzerne nur optional sein. Sie sollen sich also alternativ entscheiden können, ob sie nach GKKB oder nach den bisherigen nationalen Methoden besteuert werden wollen. Dann wäre die GKKB-Methode nicht geeignet, Steuervermeidungen auszuschalten. Weiter berücksichtigt es gerade nicht die Gewinne der Konzerne außerhalb der EU und damit nicht die, die aus der EU in überseeische Steueroasen transferiert werden. Und schließlich ist es damit auch nicht als Instrument für Drittstaaten wie die Entwicklungsländer geeignet.
Trotzdem betrachten Befürworter der Unitary Taxation den umfangreichen GKKB-Richtlinienentwurf der EU, der 170 Seiten umfasst, als eine fachlich gute Grundlage, die erstmals detaillierte Vorschläge enthält, wie mit den komplexen Problemen der Allokation von Arbeit, Vermögen und Absatz in unterschiedlichen Branchen umgegangen werden kann.

## Kritik
Kritiker der Unitary Taxation weisen darauf hin, dass auch sie Manipulationsmöglichkeiten bietet: Probleme sind zum Beispiel die Zuordnung der Leiharbeiter, die Bewertung der Investitionen und die Zuordnung von Tochterfirmen zu multinationalen Konzernen. Dabei werden wieder Öffnungspforten für Steuervermeidungsstrategien von Konzernen befürchtet oder es wäre zumindest ein Rückgriff auf heutige Verfahren im Rahmen des ALP nötig. Auch ermöglicht die Unitary Taxation eine grenzüberschreitende Verlustrechnung, die im heutigen deutschen Steuerrecht unzulässig ist, um Steuervermeidung zu vermeiden. Ein weiteres Problem besteht darin, dass die Doppelbesteuerungsabkommen weltweit neu verhandelt werden müssten, solange die Staaten sich nicht auf eine gemeinsame Formel einigen.